# Peter Oppenheimer
Peter Oppenheimer este vice-președintele companiei Apple Inc. și de asemenea directorul financiar al acesteia.